# Lori (rodzaj ssaków)
Lori (Loris) – rodzaj ssaków naczelnych z podrodziny Lorisinae w obrębie rodziny lorisowatych (Lorisidae).

## Rozmieszczenie geograficzne
Rodzaj obejmuje gatunki występujące w Indiach i na Sri Lance.

## Morfologia
Długość ciała 18–26 cm, ogon szczątkowy; masa ciała 85–294 g.

## Systematyka
Rodzaj zdefiniował w 1796 roku francuski przyrodnik Étienne Geoffroy Saint-Hilaire w artykule poświęconym naturalnym pokrewieństwom w obrębie lemurowych, opublikowanym w czasopiśmie Magasin Encyclopédique. Geoffroy Saint-Hilaire wymienił dwa gatunki –  Lemur tardigradus Linnaeus, 1758 i Loris gracilis É. Geoffroy Saint-Hilaire, 1796 (= Lemur tardigradus Linnaeus, 1758) – z których gatunkiem typowym jest Lemur tardigradus Linnaeus, 1758 (lori wysmukły).

### Etymologia
- Tardigradus: łac. tardigradus ‘wolno chodzić, powolne tempo’, od tardus ‘powolny’; gradus, graduus ‘krok’[14]. Gatunek typowy: Boddeart wymienił dwa gatunki – Tardigradus Coucang Boddaert, 1785 i Tardigradus Loris Boddaert, 1785 (= Lemur tardigradus Linnaeus, 1758) – z których gatunkiem typowym jest Lemur tardigradus Linnaeus, 1758.
- Loris (Lori, Loridium): fr. loris ‘lori’, najprawdopodobniej od niderl. loeris ‘błazen’[15].
- Stenops: gr. στηνος stēnos ‘wąski, cienki’; ωψ ōps, ωπος ōpos ‘twarz’[16]. Gatunek typowy (oznaczenie monotypowe): Lemur tardigradus Linnaeus, 1758.
- Bradylemur: gr. βραδυς bradus ‘powolny, niemrawy’; rodzaj Lemur Linnaeus, 1758 (lemur)[17]. Gatunek typowy (oznaczenie monotypowe): Lemur tardigradus Linnaeus, 1758.
- Arachnocebus: gr. αραχνης arakhnēs ‘pająk’; κηβος kēbos ‘długoogoniasta małpa’[18]. Gatunek typowy (oznaczenie monotypowe): Arachnocebus lori Lesson, 1840 (= Lemur tardigradus Linnaeus, 1758).

### Podział systematyczny
Do rodzaju należą następujące gatunki:
| Grafika | Gatunek             | Autor i rok opisu | Nazwa zwyczajowa | Podgatunki         | Rozmieszczenie geograficzne | Podstawowe wymiary                          | Status IUCN |
| ------- | ------------------- | ----------------- | ---------------- | ------------------ | --- | ------------------------------------------- | ----------- |
|         | Loris lydekkerianus | Cabrera, 1908     | lori szary       | 2 podgatunki       | Indie w Ghatach Wschodnich i Zachodnich (Andhra Pradesh, Karnataka, Tamilnadu i Kerala) i Sri Lanka; zakres wysokości: do 2000 m n.p.m. | DC: 21–26 cm DO: szczątkowy MC: brak danych | NT          |
|         | Loris tardigradus   | (Linnaeus, 1758)  | lori wysmukły    | gatunek monotypowy | endemit Sri Lanki (Prowincje Zachodnia, Południowa i Środkowa); zakres wysokości: do 2300 m n.p.m.                                      | DC: 18–21 cm DO: szczątkowy MC: 85–220 g    | EN          |

Kategorie IUCN:  NT  – gatunek bliski zagrożenia,  EN  – gatunek zagrożony.